# Холодний Яр (пам'ятка природи)
Холо́дний Яр — комплексна пам'ятка природи загальнодержавного значення в межах лісового масиву «Холодний Яр». Розташована в Черкаському районі Черкаської області, неподалік від села Мельники.
З моменту створення до 2016 року площа становила 553 га. З липня 2016 площу збільшено до 1039 га. Розташована у кварталах 31, 32, 33, 34, 35, 36, 37, 41, 42, 48, 49, 54, 55, 57, 58, 59 Креселецького лісництва Кам'янського лісового господарства.
Пам'ятка природи створена Розпорядженням Ради Міністрів УРСР від 01.10.1968 р. № 1085-р.
Установа, яка є землевласником та у віданні якої перебуває пам'ятка природи,— державне підприємство «Кам'янське лісове господарство».
Пам'ятка природи являє собою лісовий масив з цінними породами дерев, оригінальним рельєфом, з природними джерелами. Налічується 124 види дерев і чагарників, з них 75 — місцеві. Тут зростають дуб звичайний, сосна звичайна, ясен, береза, липа, сосна Веймута, каштан, модрина сибірська, модрина європейська та інші.
Багатий тваринний світ: лось, олень, сарна європейська, свиня дика, борсук європейський, лисиця звичайна, лісові птахи.
На території Холодного Яру є залишки давніх поселень людини. Історичне місце визвольної боротьби українського народу: Коліївщини 1676 р., Холодноярської республіки 1918–1922 рр., радянського партизанського руху та дивізії УПА «Холодний Яр» у часи Другої світової війни.